# Кісуфім
Кісуфім (івр. כִּסּוּפִים, букв. «Прагнення») — кібуц в Ізраїлі. Розташований поруч із сектором Гази на висоті 92 метри над рівнем моря, він входить до регіональної ради Ешколь. У 2019 році в ньому проживало 279 осіб.

## Історія
Кібуц заснували в 1951 році члени «Сіоністського молодіжного руху» зі Сполучених Штатів і Південної Америки. Одним із членів, які заснували кібуц, був Амі Солл (англ. Ami Saull) — батько режисера Дрора Шауля. Кісуфім є частиною низки ізраїльських поселень «Шалом», призначеного для захисту південного кордону Ізраїлю з сектором Гази від численних проникнень палестинських фідаїв. Ізраїльський уряд профінансував будівництво прибудов із залізобетону до кожного будинку, які також використовуються як бомбосховища.
Тель-Гама — визначна археологічна пам'ятка, розташована приблизно за 5 кілометрів на схід-північний схід від Кісуфіма, на південному березі ваді Га-Бсор.

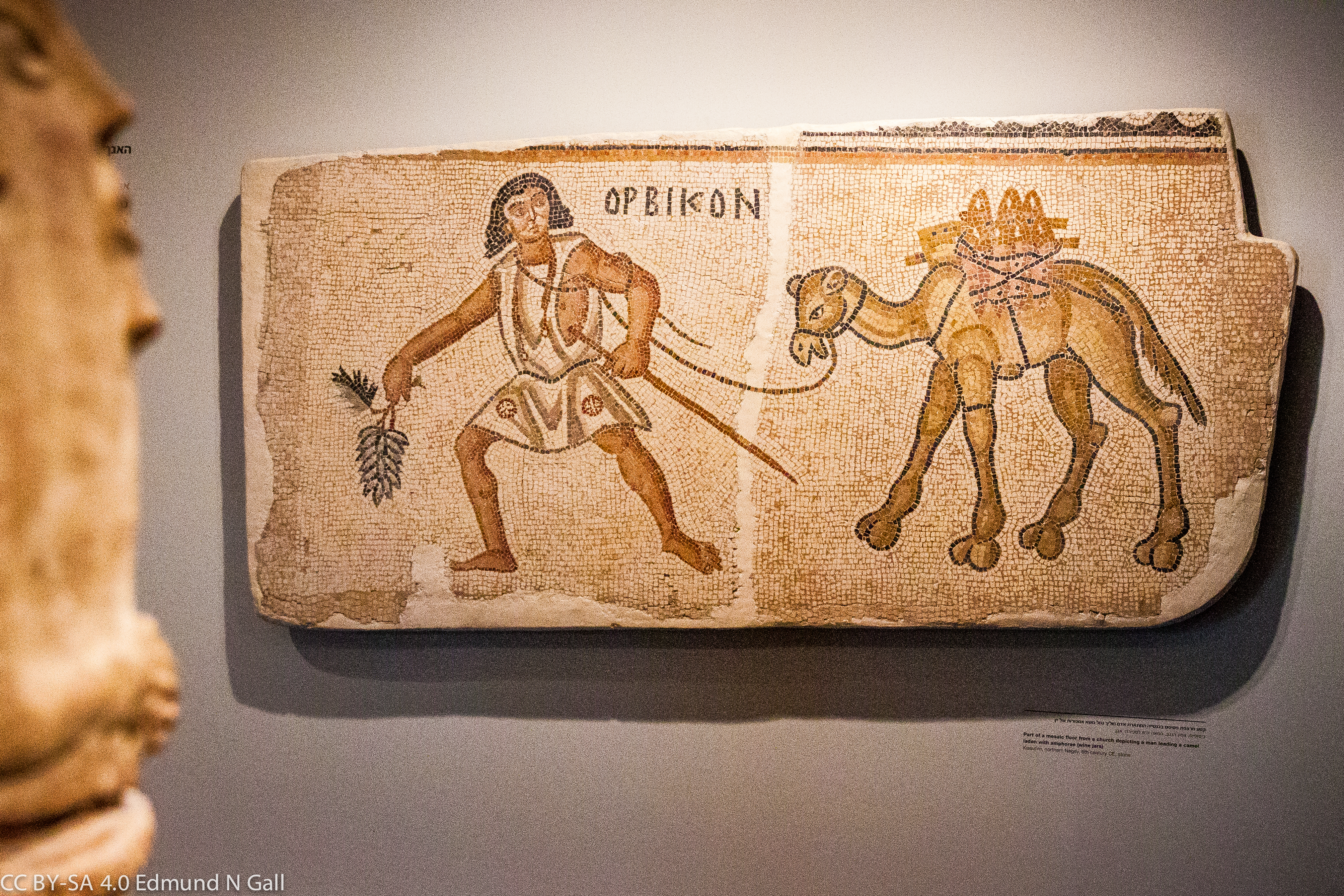
Мозаїка (Тель-Гама)
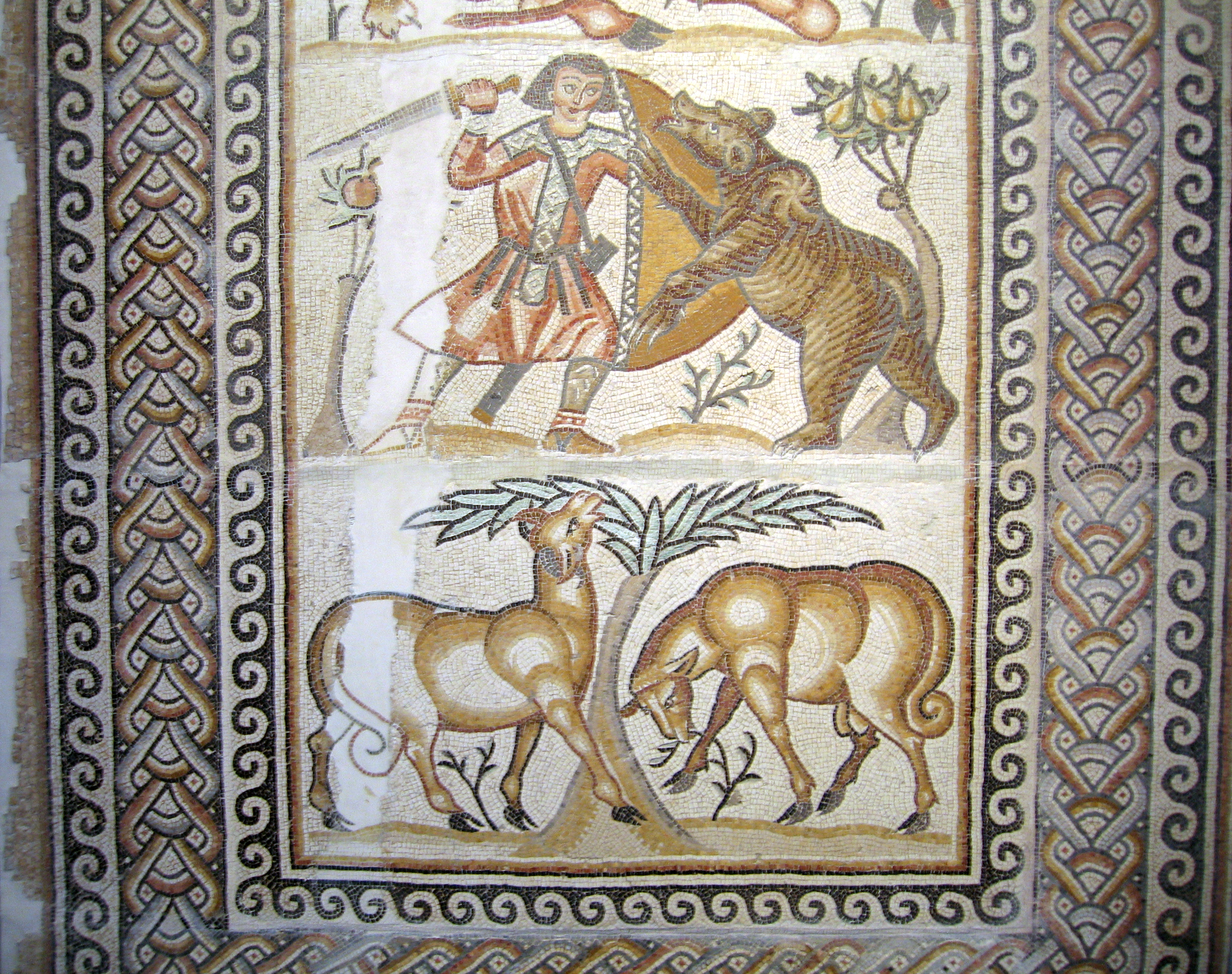
Мозаїка (Тель-Ґамма)

## Економіка
Економіка кібуца дуже залежить від виробництва молока, вирощування курей, цитрусового гаю, який поступово закривається, саду авокадо та здачі землі в оренду Збройним силам Ізраїлю. Авокадо є основним джерелом прибутку, і Кісуфім є одним із єдиних виробників авокадо в Ізраїлі. Дохід від землі, орендованої для армії, допомагає покривати витрати на пенсії, а інші сільськогосподарські землі знаходяться в розпорядженні сусідніх населених пунктах із розподілом прибутку.
Раніше тут була фабрика з виготовлення пластикових оправ для окулярів і вирощувала шиншил заради їхнього хутра. Обидва спроби були економічно провальними. У селі також знаходиться археологічний музей названий на честь Амі Сола, де представлені артефакти, знайдені в околицях. Кісуфім проходить процес приватизації, в рамках якого будинки належатимуть приватним особам, а не колективу.

## Пункт перетину кордону «Кісуфім»
Сусідній перехід у сектор Гази, названий на честь кібуца, був основним маршрутом для руху в ізраїльський поселенський блок Гуш-Катіф. 15 серпня 2005 року його остаточно закрили для цивільних ізраїльтян у рамках плану одностороннього розмежування. Останній ізраїльський солдат покинув сектор Гази і закрив ворота на світанку 12 вересня 2005 року, завершивши вихід Ізраїлю із сектора.

## Визначні люди
- Авігу Медіна, композитор, аранжувальник, автор пісень і співак
- Дрор Шауль, режисер

## Виноски
1. ↑  "Population in the Localities 2019" (XLS). Israel Central Bureau of Statistics. Архів оригіналу за 2 грудня 2020. Процитовано 23.01.2022.
2. ↑  Israel completes Gaza withdrawal [Архівовано 13 березня 2007 у Wayback Machine.] BBC News, 12 September 2006

### Археологічні посилання
- Cohen, Rudolph (January–February 1980). The Marvelous Mosaics of Kissufim. Biblical Archaeology Review. Процитовано 4 жовтня 2019.
- Cohen, Rudolph (1 червня 1993). A Byzantine church and its mosaic floors at Kissufim. У Tsafrir, Yoram (ред.). Ancient Churches Revealed. Jerusalem: Israel Exploration Society. с. 277—282. ISBN 9789652210166. Архів оригіналу за 10 квітня 2022. Процитовано 10 квітня 2022.
- Ronen, Avraham; Gilead, D.; Shachnai, E.; Saull, Ami (15 лютого 1972). Upper Acheulean in the Kissufim Region. Proceedings of the American Philosophical Society. 116: 68—96. JSTOR 985707. Regarding Early Paleolithic flint tools of Acheulean technology in the Kissufim museum.